# دژن
دژن، روستایی از توابع بخش مرکزی شهرستان کامیاران در استان کردستان ایران است.
زبان محلی هورامی است

## جمعیت
این روستا در دهستان ژاورود قرار دارد و براساس سرشماری مرکز آمار ایران در سال ۱۳۸۵، جمعیت آن ۵۹۶ نفر (۱۴۲خانوار) بوده‌است.